# Leonard Boswell
Leonard Leroy Boswell (ur. 10 stycznia 1934 w Hrabstwie Harrison, zm. 17 sierpnia 2018 w Des Moines) – amerykański polityk, członek Partii Demokratycznej. W latach 1997–2013 był przedstawicielem trzeciego okręgu wyborczego w stanie Iowa do Izby Reprezentantów Stanów Zjednoczonych.
Został odznaczony m.in. Zaszczytnym Krzyżem Lotniczym (ang. Distinguished Flying Cross), Brązową Gwiazdą (ang. Bronze Star) oraz Soldier’s Medal.